# Can Torras (Alella)
Can Torras és una obra eclèctica d'Alella (Maresme) protegida com a Bé Cultural d'Interès Local.

## Descripció
És un conjunt situat al límit del terme municipal amb el Masnou, als voltants del barri de Can Sors, al sud del torrent de Rials. Es tracta d'un complex destinat a assistència sanitària constituït per una sèrie de construccions de nova planta que giren entorn de l'edificació principal, un edifici d'estil neoclàssic, de planta rectangular i una alçada de planta baixa i dues plantes pis. Destaca pel seu cos central -de planta quadrada i major alçada- amb una coberta a quatre aigües sobre la qual s'aixeca, al punt central, una torre amb mirador ben visible des de l'entorn de la riera.
La torre té petites finestres d'arc de mig punt i es remata amb una barana calada i un parallamps suportat per elements metàl·lics de formes arquejades. A banda i banda del volum central trobem cossos de planta baixa, pis i terrat. La façana principal, orientada a migdia, és simètrica i està ordenada verticalment en cinc eixos de composició. En destaca el porxo central amb terrassa que sobresurt i protegeix la porta d'accés, d'arc rebaixat.
La planta pis està formada per balconeres -les laterals són d'arc de mig punt- amb barana calada. Sobre les finestres de les golfes, una cornisa decorada amb modillons remata les façanes i dona unitat al conjunt. La façana posterior és similar a la principal, amb el mateix cos amb porxo amb terrassa, però amb una agrupació de tres balconeres d'arc de mig punt a la planta pis.
Les façanes laterals estan formades per grans finestrals d'arc de mig punt a la planta pis, tot i que el costat de llevant ha estat mossegat per un cos de vidre i perfileria metàl·lica amb una passera coberta que comunica amb l'edifici annex del costat, en tots els casos utilitzant els mateixos materials actuals. Totes les façanes, tret d'aquest element en qüestió, estan decorades amb un estuc que forma franges horitzontals i amb petites cornises que separen les diferents plantes. De l'exterior, els jardins han quedat reduïts a la mínima expressió, ofegats pels diferents volums que conformen el complex. Destaca el pati del davant i alguns trams de tanques i murs. El gust neoclàssic, característic de finals del segle xix, es reforça amb l'ús de balustrades, hídries, arcades i, especialment, amb la decoració escultòrica del jardí.